# Roeland Park
Roeland Park est une ville américaine du comté de Johnson, au Kansas. 